# Muse (inspiration)
Pour les articles homonymes, voir Muse.

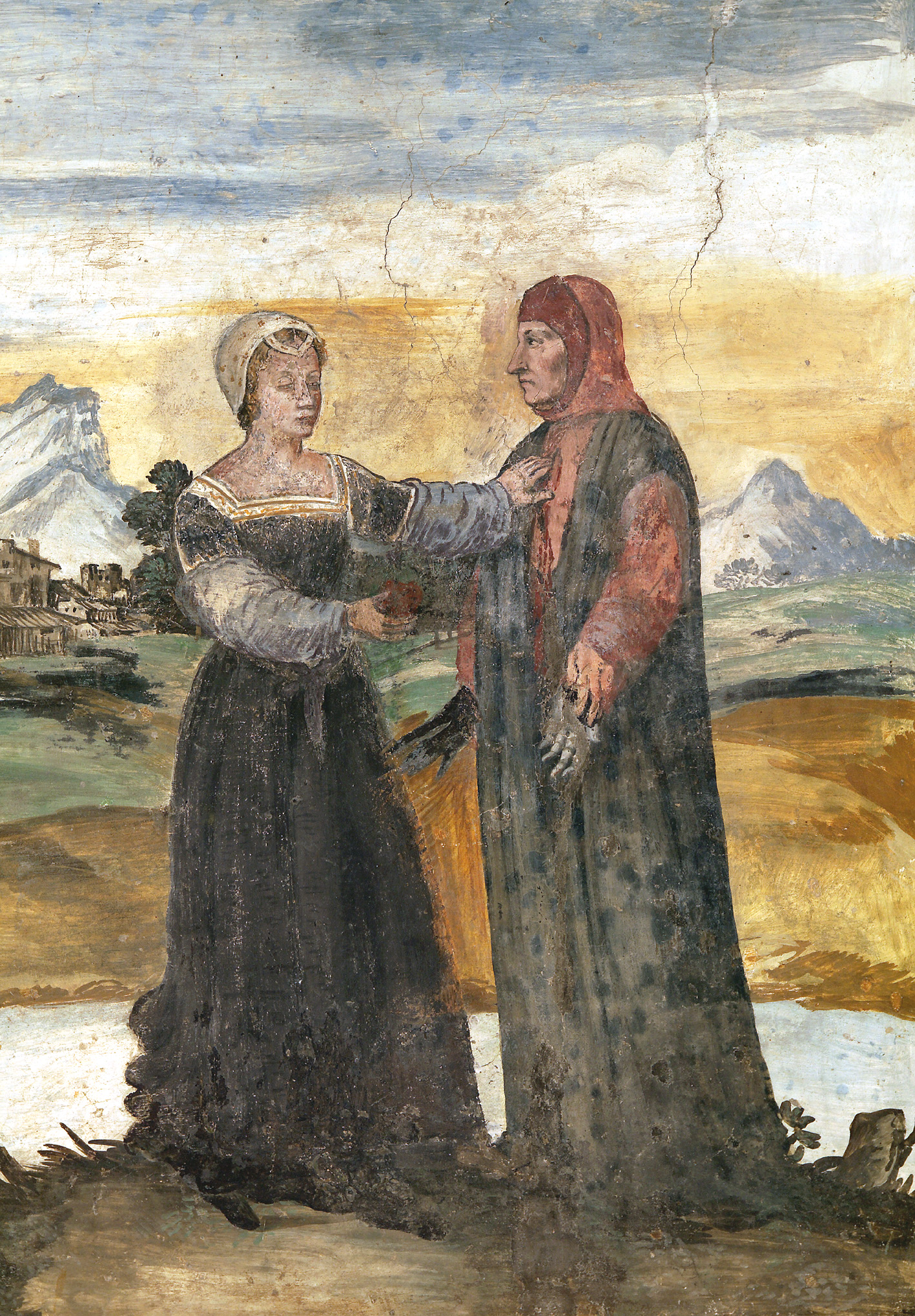
Fresque représentant Pétrarque et sa muse, Laure de Sade, dans la maison du poète, à Arquà.

Une muse (en grec : Μοῦσα) ou égérie (en latin : Ēgeria) est une personne qui inspire ou conduit une autre personne à se montrer créative. Souvent femmes, les muses se retrouvent dans l'environnement des artistes.

## Origine
Le terme renvoie aux Muses de la mythologie grecque, neuf nymphes des sources et sœurs filles de Zeus et de la déesse des sources Mnemosyne (déesse de la mémoire). Elles se vouent à Apollon, le dieu des arts, qui les conduit sur le Mont Hélicon pour rendre hommage à Zeus.
Hésiode est le premier poète grec connu à mentionner et décrire les Muses au sein du monde des dieux, dans sa Théogonie.

## Temps modernes

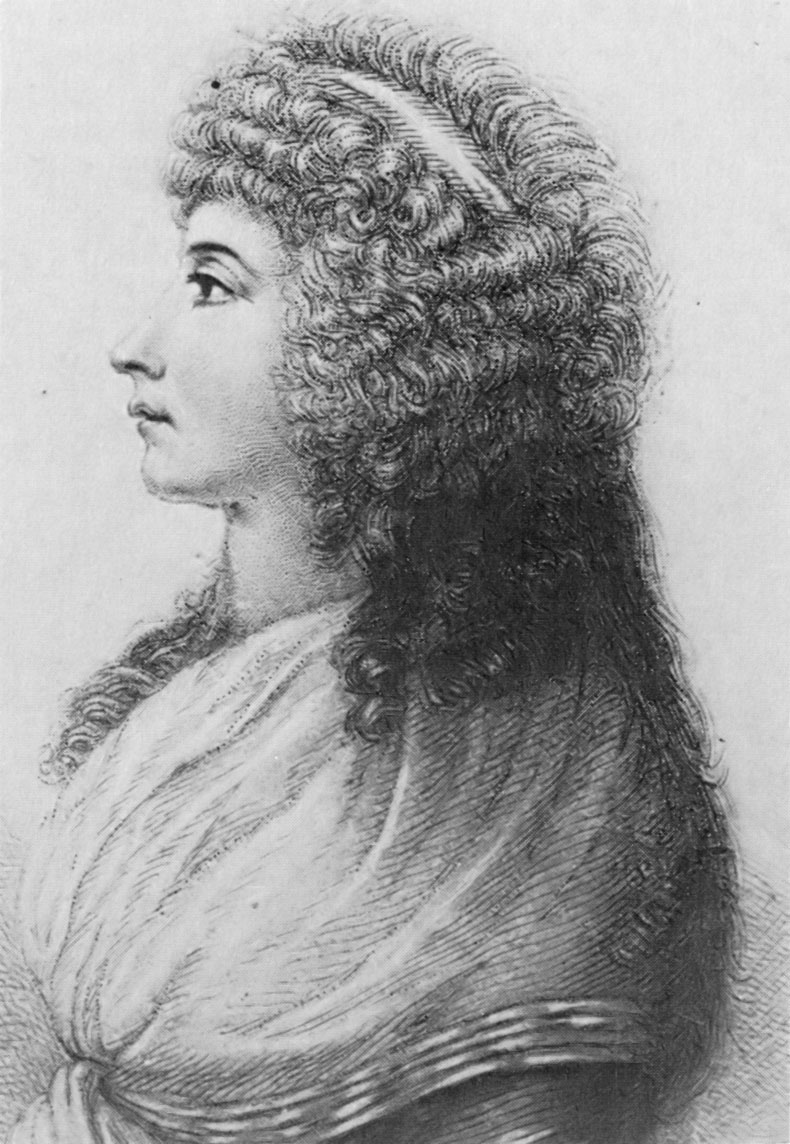
Charlotte von Stein, amie et muse de Goethe (autoportrait, 1790)

Le mot muse commence, dans les temps modernes à s'appliquer à des personnes réelles : amies ou maîtresses d'artistes, parfois des hommes. Ces muses inspirent par leur caractère, leur charisme, leur sollicitude ou par leur attrait érotique. Pour des femmes qui souhaitaient une activité créatrice, cette position de muse pouvait être la seule voie possible pour une carrière artistique.
Certaines de ces muses ont acquis leur propre renommée en tant qu'artistes respectés, comme Anaïs Nin, Mathilde Wesendonck, Youki Foujita-Desnos, Misia Godebska, Charlotte von Stein, Amanda Lear, Dora Maar, Alma Mahler-Werfel, Marietta di Monaco, Emmy Hennings, Camille Claudel, Madeleine Zillhardt, Gala Éluard Dalí, Jeanne-Claude, Edie Sedgwick, Brigitte Bardot, Lotti Huber, Anna Karina, Jane Birkin et Anita Pallenberg.